# Mauro Burruchaga
Mauro Antonio Burruchaga (Buenos Aires, Argentina; 27 de junio de 1998) es un futbolista argentino. Juega de centrocampista en Deportivo Morón de la Primera Nacional de Argentina.

## Trayectoria

### Inicios
Comenzó su carrera de futbolista en las inferiores de River Plate, donde escaló desde las juveniles y debutó en el equipo reserva del club en octubre de 2015. En ese equipo jugó junto a Nahuel Gallardo, hijo de Marcelo Gallardo y Gianluca Simeone, hijo de Diego Simeone. No llegó a jugar en el primer equipo del millonario, donde solo registró un encuentro amistoso contra la Universidad de Chile en marzo de 2018.

### Chievo Verona
Jugó en el segundo equipo de River hasta agosto de 2018, cuando fue transferido al Chievo Verona de la Seria A italiana a los 20 años, donde firmó un contrato por dos años.
En su primer semestre con el club solo estuvo en la banca en los encuentros de la Serie A. Su debut como profesional llegó el 5 de diciembre de 2018 contra el Cagliari en la Copa de Italia, cuando el entrenador Domenico Di Carlo envió a la cancha a Mauro en el minuto 55 por Nicola Rigoni, fue victoria para el Cagliari por 2-1.

### Deportivo Maldonado
En enero de 2020 fichó por el Deportivo Maldonado  de la Primera División de Uruguay.

### Albion FC
El 21 de abril de 2021 fichó por el Albion FC del ascenso de Uruguay.

## Clubes
| Club                | País      | Año       |
| ------------------- | --------- | --------- |
| Chievo Verona       | Italia    | 2018-2019 |
| Deportivo Maldonado | Uruguay   | 2020-2021 |
| Albion FC           | Uruguay   | 2021-2022 |
| Arsenal             | Argentina | 2023-2024 |
| Deportivo Morón     | Argentina | 2024-     |

## Vida personal
Es hijo del histórico jugador del Club Atlético Independiente y ganador de la Copa del Mundo, Jorge Burruchaga y nieto de Néstor Rossi, considerado una figura histórica de River Plate. Su hermano Román Burruchaga es tenista profesional.